# Rainer Rauffmann
Rainer Rauffmann (* 26. Februar 1967 in Kleve, Nordrhein-Westfalen), auf Zypern Μάρκος Ράινερ Ράουφμαν, ist ein ehemaliger deutsch-zyprischer Fußballspieler. Seit seinem Karriereende ist er als Talentsichter für den zyprischen Erstligisten Omonia Nikosia tätig.

## Spielerkarriere

### In Deutschland
Rauffmann begann in Ebermannsdorf, im Oberpfälzer Landkreis Amberg-Sulzbach, bei der ortsansässigen Spielvereinigung mit dem Fußballspielen und wechselte – dem Jugendalter entwachsen – zum Bayernligisten 1. FC Amberg. In der Saison 1991/92 war er in der 2. Bundesliga Nord für Blau-Weiß 90 Berlin in 18 Spielen sechsmal erfolgreich. Sein Zweitligadebüt krönte er am 23. Juli 1991 (1. Spieltag) beim 5:2-Sieg im Heimspiel gegen den FC Remscheid mit seinen beiden Toren zum zwischenzeitlichen 3:0 in der 48. Minute und dem 5:2-Endstand in der 76. Minute. Infolge des Abstiegs seines Vereins wechselte er 1992/93 zum Zweitligisten SV Meppen in die „eingleisige“ 2. Bundesliga, blieb dort drei Spielzeiten und bestritt 105 Ligaspiele, in denen er 37 Tore erzielte.
Zur Saison 1995/96 wurde er vom Bundesligisten Eintracht Frankfurt verpflichtet, für den er am 12. August 1995 (1. Spieltag) beim 2:2-Unentschieden im Heimspiel gegen den Karlsruher SC sogleich sein erstes Bundesligator, den Treffer zum zwischenzeitlichen 1:1 in der 43. Minute, erzielte. Mit seinen vier Toren in 26 Bundesligaspielen konnte er den Abstieg der Frankfurter auch nicht verhindern.
Daraufhin schloss er sich dem Bundesligaaufsteiger Arminia Bielefeld an, kam aber aufgrund persönlicher Differenzen mit Trainer Ernst Middendorp nur zu vier Ligaspieleinsätzen.
In der Folge wechselte er auf Leihbasis nach Österreich zum Erstligisten LASK Linz, für den er 16 Ligaspiele absolvierte und drei Tore erzielte.

### Auf Zypern
1997 nahm er schließlich ein Angebot des zyprischen Erstligisten Omonia Nikosia an und begründete seine Entscheidung später wie folgt:

„Das reizte mich schon: Strand, Sonne und Meer. Außerdem war mein Name in Deutschland kaputt nach den Abstiegen mit Frankfurt und Bielefeld.“

Auf Zypern avancierte der ausgemusterte Rauffmann zum Superstar. In sieben Spielzeiten für Omonia Nikosia bestritt er 152 Ligaspiele und erzielte dabei 181 Tore. Er wurde in den Jahren 1998 mit 42, 1999 mit 36, 2000 mit 35 und 2001 mit 30 Saisontoren Torschützenkönig der First Division und gewann 2001 und 2003 mit seiner Mannschaft die Meisterschaft. Im Jahr 1998 war er erfolgreichster Torschütze Europas, doch wegen des niedrigen Koeffizienten der zyprischen Liga blieb ihm der Goldene Schuh verwehrt.
2002 erhielt Rauffmann die zyprische Staatsbürgerschaft, die es ihm ermöglichte, für die Zyprische Nationalmannschaft zu spielen. So kam er während der Qualifikation zur Europameisterschaft 2004 viermal für den Inselstaat zum Einsatz und erzielte zwei Tore. Sein Debüt gab er am 7. September 2002 in Nikosia bei der 1:2-Niederlage gegen die Auswahl Frankreichs. Seine beiden Länderspieltore erzielte er am 20. November 2002 (ebenfalls in Nikosia) beim 2:1-Sieg gegen die Auswahl Maltas mit dem Treffer zum zwischenzeitlichen 1:0 in der 50. Minute und am 29. März 2003 in Limassol beim 1:1-Unentschieden gegen die Auswahl Israels mit dem Ausgleichstreffer in der 61. Minute. Sein letztes Länderspiel für Zypern bestritt er am 2. April 2003 in Ljubljana bei der 1:4-Niederlage gegen die Auswahl Sloweniens.
Wegen eines Knorpelschadens beendete er im Mai 2004 seine aktive Karriere. Bei seinem Abschiedsspiel im Juli feierten ihn die Fans mit Standing Ovations und „Trellos Germanos“-Sprechchören, was so viel heißt wie „verrückter Deutscher“. Die „Panzyprische Vereinigung der Profi-Fußballer (Pasp)“ zeichnete ihn wegen seiner Verdienste um den zyprischen Fußball mit einer Ehrenplakette aus. „Rainer hat den zyprischen Fußballer geehrt, obwohl er für einige von uns ein Gegenspieler war und uns Sorgen bereitet hat“, sagte „Pasp“-Präsident Kostas Malekos bei der Übergabe eines Ehrenabzeichens an den Stürmer von Omonia Nikosia. Rauffmann würdigte die Ehrenplakette anschließend als eine der wertvollsten Auszeichnungen seiner Karriere.

## Trainerkarriere
Rauffmann erwarb im Zuge eines Schnellkurses für Nationalspieler in Griechenland seinen Trainerschein. Nach dem 2. Spieltag der Saison 2004/05 engagierte ihn sein ehemaliger Verein Omonia Nikosia als Sportdirektor. Als im Januar Cheftrainer Michailovic das Handtuch warf, wurde Rauffmann nach eigener Aussage bei der Trainerfindung übergangen, was ihn dazu veranlasste, noch am gleichen Tag zurückzutreten.
Im Juni 2005 ging er seine erste Trainertätigkeit beim zyprischen Erstligisten Olympiakos Nikosia an. Da die Spieler zwei Monate nicht bezahlt wurden, blieb Rauffmann Ende des Jahres demonstrativ einem von Klub-Boss Kleanthis Georgiadis organisierten Essen fern und löste noch vor dem Jahreswechsel seinen Vertrag auf. Nach seiner Tätigkeit als Trainer und Sportdirektor bei Omonia Nikosia, betätigte sich Rauffmann als Chefscout.(Stand: September 2012).

## Sonstiges
Rauffmann ist mit einer Zypriotin verheiratet, griechisch-orthodox getauft und trägt auf Zypern den griechischen Vornamen Markos. Zudem spricht er fließend Griechisch. Mit seiner Frau hat er eine gemeinsame Tochter und aus einer früheren Beziehung einen Sohn.